# Eaton Vance
Eaton Vance Corp. — финансовый конгломерат, является одной из старейших компаний по управлению инвестициями в Соединенных Штатах, ведёт свою историю с 1924 года. В марте 2021 году был поглощён Morgan Stanley.
Eaton Vance и её филиалы предлагают частным лицам и учреждениям инвестиционные продукты и услуги по управлению капиталом, а также созданию, маркетингу и управлению инвестиционными фондами. Компания предоставляет инвестиционные продукты отдельным лицам, учреждениям и финансовым специалистам в США, в том числе услуги по управлению активами, инвестициям с установленными взносами и суб-консультативным услугам.
Имеет US$ 422,316 млрд активов под управлением (2017).

## История
Eaton Vance была сформирована в 1979 году, в результате слияния двух бостонских фирм по управлению инвестициями: Eaton & Howard, Inc., основанной в 1924 году, и Vance, Sanders & Company, организованной в 1934 году.
Основатель Математического институт Клэя Лэндон Т. Клей был главой Eaton Vance.
В 2011 году Eaton Vance и Richard Bernstein Advisors запустили стратегию Eaton Vance Richard Bernstein All Asset Strategy.